# لقمه‌ماهی دریای مرجان
لقمه‌ماهی دریای مرجان (نام علمی: Urolophus piperatus) نام یک گونه از سرده دم‌تاجی‌ها است.